# 沃爾納特科納 (阿肯色州格林縣)
沃爾納特科納（英語：Walnut Corner）是位於美國阿肯色州格林縣的一個非建制地區。該地的面積和人口皆未知。

## 地理
沃爾納特科納的座標為36°02′25″N 90°46′32″W / 36.04028°N 90.77556°W，而該地的平均海拔高度為80米（即262英尺）。